# Reichstauschstelle im Reichsministerium des Innern
Die Reichstauschstelle im Reichsministerium des Innern wurde zu dem Zweck eingerichtet, die Aufgaben des Austausches von amtlichen Drucksachen zu regeln. Die Stelle wurde im Jahre 1926 aufgebaut. Zuerst hatte die Reichstauschstelle im Berliner Stadtschloß im Portal III ihren Sitz.

## Aufgabenstellung
Der Aufgabenbereich umfasste drei Bereiche:
- 1. die Bearbeitung von eingegangenen Anträgen zum Zwecke der Aufnahme eines Tausches von Drucksachen,

- 2. die Regelung der Verteilung von Sammelsendungen aus dem Ausland auf Stellen im Deutschen Reich,

- 3. die Bearbeitung von Übermittlungen deutscher Sammelsendungen an Zentralstellen in anderen Ländern außerhalb des Deutschen Reiches.

Anfangs gab es Sendungen von Drucksachen ins Ausland in monatlicher Folge, und zwar in die Länder Australien, Belgien, Britisch-Honduras, Bulgarien, Cuba, Dänemark, Finnland, Frankreich, Italien, Lettland, Neuseeland, Niederlande, Norwegen, Paraguay, Polen, Rumänien, Spanien, Tschechoslowakei und Ungarn.

## Erweiterungen des Aufgabenbereiches von 1927 bis 1934
Schon im Jahre 1927 wurden die Aufgaben der Reichstauschstelle durch einen Erlass vom 27. Februar (RMinBl. S. 59) auf den Austausch von Drucksachen der Reichsbibliotheken erweitert. Dabei sollten in den Bibliotheken doppelt vorhandene Bücher auf andere Bibliotheken verteilt und ebenso die aufgelösten Bestände von Bibliotheken übernommen werden.
Im Jahre 1934 wurde die Reichstauschstelle in das Haus der Preußischen Staatsbibliothek in Unter den Linden verlegt. Der zuständige Leiter war Hugo Andres Krüß. Die Stellvertreterin bis zum Jahr 1945 war Gisela von Busse. Sie übernahm nach 1945 die Leitung. Das Reichsjustizministerium regelte in einem Erlass aus dem Jahre 1937, dass nicht mehr benötigte Bücher und andere Druckschriften aus den Beständen der Justizbehörden ausgesondert werden sollten, wobei diese Aufgabenstellung die Reichstauschstelle übernehmen sollte. Nach der Besetzung Österreichs durch die Wehrmacht im März 1938 erfolgte die Auflösung der Internationalen Austauschstelle der Nationalbibliothek in Wien. Ab Juni 1939 musste die Reichstauschstelle die Aufgaben dieser aufgelösten Einrichtung übernehmen.

## Aufgaben im Zweiten Weltkrieg
Das Reichsministerium für Wissenschaft, Erziehung und Volksbildung beauftragte im Jahre 1943 die Reichstauschstelle mit den Aufgaben, die mit dem Wiederaufbau zerstörter Bibliotheken verbunden waren. Zu diesem Zweck wurden die Möglichkeiten genutzt, doppelte Ausgaben von Druckschriften aufzukaufen. Diese Tätigkeiten erstreckten sich auch auf die Gebiete, die die deutsche Wehrmacht erobert und besetzt hielt. So wurden in Frankreich alle Bestände der Verlage an französischen Büchern erworben. Bis zum Jahre 2007 ist durch die Forschung nicht geklärt, in welchem Umfang diese Aufkäufe rechtlich abgewickelt wurden oder ob es teilweise Raubgut war.
Die Aufgaben der Reichstauschstelle hatten sich mit dem Kriegsbeginn erheblich im Umfang gesteigert. So wurden durch 50 Mitarbeiter der Bestand der Staatsbibliothek von drei Millionen Büchern ab 1941 auf 30 Standorte im Deutschen Reich ausgelagert. Die Reichstauschstelle verwaltete selber 40 Lagerstellen, die sich nicht nur auf das Deutsche Reich erstreckten, sondern auch in Mailand, Brünn, Turin und Straßburg vorhanden waren.

## Rechtsverhältnisse
Aus besetzen Ländern wurden etwa eine Million Bücher zur Reichstauschstelle transportiert. Die Aufgaben der Reichstauschstelle übernahm nach 1945 im Ostteil Berlins wiederum die Staatsbibliothek, die zwischenzeitlich Öffentlich-Wissenschaftliche Bibliothek hieß. Auch viele Aktenbestände und andere Unterlagen der Reichstauschstelle lagerten in der DDR. Die Erforschung der Herkunft und der Rechtsverhältnisse der durch die Reichstauschstelle zugewiesenen Bestände hat erst im Jahre 2006 begonnen.